# Ilusión de Ponzo

Un ejemplo de la ilusión de Ponzo. Las dos líneas amarillas horizontales son de la misma longitud.

La ilusión de Ponzo es un tipo de ilusión óptico-geométrica documentada por el psicólogo italiano Mario Ponzo (1882-1960) en 1911. Sugiere que la mente humana estima la medida de un objeto basándose en su entorno. Demostró este efecto dibujando dos líneas de igual longitud sobre un par de líneas convergentes, similares a los railes del ferrocarril vistos en perspectiva. La línea superior aparenta ser más larga porque la mente interpreta su tamaño de acuerdo con la perspectiva lineal, en la que las líneas paralelas convergen. En este contexto, los observadores interpretan que la línea superior está más alejada, por lo que consideran que es más larga, debido a que un objeto más lejano tendría que ser más largo que uno más cercano para que ambos produzcan una imagen sobre la retina de la misma medida.

## Explicación
Una de las explicaciones para la ilusión de Ponzo es la "hipótesis de la perspectiva ", que afirma que el efecto de perspectiva en la figura es producido por las líneas convergentes, normalmente asociadas con la percepción de la distancia. Esto es, cuando dos líneas oblicuas aparentan converger hacia el horizonte o un punto de fuga, se asocian subconscientemente con la visión en perspectiva de dos líneas paralelas que se alejan del espectador. Otra explicación se basa en la "hipótesis del efecto de enmarcado", que sostiene que la diferencia en la separación de las líneas horizontales situadas entre las dos líneas convergentes puede determinar, o al menos contribuir a reforzar, la magnitud de la distorsión.
La ilusión de Ponzo es una posible explicación de la ilusión lunar, con los objetos que aparecen "más allá" (porque están "por encima" del horizonte) aparentando ser más grandes que los objetos situados "por debajo" del horizonte.
Esta ilusión visual típica también ocurre con el tacto (con modelos en relieve) y en dispositivos de sustitución sensorial auditivo-visual. Aun así, la experiencia visual previa parece ser imprescindible para percibir este efecto, lo que se ha demostrado por el hecho de que los ciegos congénitos no son sensibles a él.
La ilusión de Ponzo también se ha usado para demostrar una disociación entre la visión-perceptiva y la visión-activa (según la hipótesis de las dos corrientes). Así, el movimiento de una medida fija entre dos objetos embebidos dentro de una ilusión de Ponzo no está sometida a su efecto. En otras palabras, si se usa la separación entre el dedo índice y el pulgar para medir el segmento, se ajustará a la medida real y no a la medida aparente del objeto en cualquiera de sus posiciones.
También se han detectado diferencias culturales en la susceptibilidad a la ilusión de Ponzo, especialmente en personas pertenecientes a culturas no occidentales y de ambientes, rurales que muestran menos susceptibilidad. Otra investigación reciente sugiere que la receptividad individual a esta ilusión, así como a la ilusión de Ebbinghaus, puede estar inversamente correlacionada con el tamaño de la corteza visual en el cerebro.

## Lecturas relacionadas
- Renier L, De Volder AG (2005). «Cognitive and brain mechanisms in sensory substitution of vision: a contribution to the study of human perception». Journal of Integrative Neuroscience, Special Edition in Honor of Paul Bach-y-Rita 4 (4): 489-503. PMID 16385643. doi:10.1142/S0219635205000999.
- Renier L, Laloyaux C, Collignon O, Tranduy D, Vanlierde A, Bruyer R, De Volder AG (2005). «The Ponzo illusion using auditory substitution of vision in sighted and early blind subjects». Perception 34 (7): 857-867. PMID 16124271. doi:10.1068/p5219. Archivado desde el original el 26 de octubre de 2006. Consultado el 18 de febrero de 2018.